# ارين يونغ
ارين يونغ هو لاعب هوكي الجليد كندي، ولد في 11 يناير 1956 في تورونتو في كندا.

## وصلات خارجية
- ارين يونغ على موقع دوري الهوكي الوطني (الإنجليزية)
- ارين يونغ على موقع EliteProspects.com (الإنجليزية)
- ارين يونغ على موقع HockeyDB.com (الإنجليزية)
- ارين يونغ على موقع Hockey-Reference.com (الإنجليزية)